# Cedrelopsis ambanjensis
Cedrelopsis ambanjensis är en vinruteväxtart som beskrevs av J.F. Leroy. Cedrelopsis ambanjensis ingår i släktet Cedrelopsis och familjen vinruteväxter. Inga underarter finns listade i Catalogue of Life.